# Mozogo
Mozogo est une commune du Cameroun située dans la région de l'Extrême-Nord et le département du Mayo-Tsanaga.

## Population
C'est le chef-lieu de l'arrondissement de Mayo-Moskota dont elle recouvre le territoire et qui comptait 73 716 habitants lors du recensement de 2005. Cette population est hétérogène dont les mandaras, les mafas, les glavdas, les peuls, les arabes choas, les haoussas venus du Nigeria voisin.... Ces différentes ethnies constituent le vivre ensemble appuyer par les deux lamibés ou chefs traditionnels situaient respectivement à Mozogo et à Moskota.

## Structure administrative de la commune
La commune comprend notamment les villages suivants :
- Achigachia
- Cherif Moussari
- Djibril I
- Douval
- Dzaba
- Gokoro
- Goldavi
- Hitere
- Krawa-Mafa
- Ldaouzaf
- Mandoussa
- Mawa-Karazawa
- Medegouer
- Moskota
- Moudoukoua
- Mouldougoua
- Nguetchewe
- Oudal
- Oupaï
- Ouzal
- Tala-Kitchi
- Tchébé-Tchébé
- Vourkaza
- Yamgazawa
- Zeleved
- Zénémé
- Vreket